# Inger Støjberg
Inger Støjberg (* 16. März 1973 in Hjerk) ist eine dänische Politikerin (Dänemarkdemokraten; ehemals Venstre). Sie war 2015 bis 2019 in der Regierung Lars Løkke Rasmussen III Ministerin für Ausländer und Integration. Die „Hardlinerin“ in der dänischen Asylpolitik wurde wegen vorsätzlichem rechtswidrigen Handeln im Ministeramt im Dezember 2021 zu 60 Tagen Haft verurteilt. Sie hatte 2016 angeordnet, alle geflüchteten Paare, bei denen die Partnerin minderjährig war, zwangsweise getrennt unterzubringen.

## Leben und Beruf
Inger Støjberg wuchs als Tochter einer Hausfrau und eines Landwirtes auf der nordjütischen Insel Mors auf. 1993 erwarb sie am Morsø Gymnasium in Nykøbing die allgemeine Hochschulreife. 1995 absolvierte sie das einjährige Höhere Handelsexamen in Viborg. An derselben Handelsschule besuchte sie 1996 einen inzwischen eingestellten einjährigen wirtschaftlichen Kommunikationsstudiengang.
1999 begann Støjberg als Reporterin des Anzeigenblattes Viborg Avis zu arbeiten, im Jahr darauf machte sie sich als Kommunikationsagentin selbstständig und arbeitete bis 2001 weiter für das Blatt. 2004 veröffentlichte Støjberg eine Biographie über das nordjütische Popduo Sussi og Leo. Im Jahre 2008 heiratete die Politikerin den langjährigen Berlingske-Redakteur Jesper Beinov, der seit 2016 als Berater für das dänische Finanzministerium tätig ist. 2012 ließ sich das kinderlose Paar scheiden. 2009 entschied sich die damalige Ministerin Støjberg nach Kritik u. a. des Journalistenverbandes dafür, eine Passage in ihrem offiziellen Lebenslauf zu ändern, in der es hieß, sie sei „ausgebildete Journalistin“. Zwar ist die Berufsbezeichnung Journalist in Dänemark nicht geschützt, doch hat Støjberg keine der landesweit drei anerkannten Hochschulen besucht, die Journalisten ausbilden.
Im Jahre 2013 erwarb Støjberg den Master of Business Administration an der Universität Aalborg. Sie lebt in Hadsund.

## Politische Laufbahn
1994, im Alter von 21 Jahren, wurde Støjberg für Venstre in den Stadtrat des ehemaligen Amtes Viborg gewählt, dem sie bis 2002 angehörte. Zwischen 1996 und 1998 war sie Vorstandsmitglied des Parteinahen Bildungsverbandes LOF. 1999 kandidierte sie erstmals für das Folketing. Beim Wahlsieg ihrer Partei unter Anders Fogh Rasmussen 2001 gelang ihr im Wahlkreis Viborg Amt der Einzug ins Parlament.
Seit 2005 ist Støjberg Mitglied des Parteipräsidiums von Venstre. 2005 bis 2007 war sie stellvertretende Fraktionsvorsitzende im Folketing. Seit 2007 vertritt sie den Wahlkreis Westjütland auf Christiansborg. 2007 bis 2009 war Støjberg Fraktionssprecherin Venstres.
Nach dem Wechsel von Regierungschef Anders Fogh Rasmussen zur NATO wurde Støjberg im April 2009 als Nachfolgerin Claus Hjort Frederiksens Ministerin für Arbeit und Gleichstellung. 2010 wurden die Ministerien umstrukturiert und Støjberg war bis zur Wahlniederlage des bürgerlichen Lagers im Jahre 2011 nurmehr Ministerin für Arbeit. In der Opposition wurde Støjberg eine der führenden öffentlichen Stimmen ihrer Partei und bekleidete entsprechend von 2014 bis zum Wahlsieg 2015 den Posten der Fraktionssprecherin für Venstre. Im Juni 2015 wurde sie Ministerin für Integration, Ausländer und Wohnen in der Regierung Lars Løkke Rasmussen II. Ab November 2016 war sie in der Regierung Lars Løkke Rasmussen III Ministerin für Ausländer und Integration. Das Ressort Wohnen wurde nunmehr gemeinsam mit den Ressorts Verkehr und Bau von Ole Birk Olesen ausgeübt.
Støjberg war im Jahr 2020 zunehmend in Auseinandersetzungen mit Parteichef Jakob Ellemann-Jensen verwickelt, der ihr mangelnden Willen zur Zusammenarbeit vorwarf. Im Januar 2021 zeichnete sich ab, dass die Mehrheit ihrer Partei ein Verfahren des Reichsgerichts gegen sie befürwortete, bei dem es um die ungesetzliche Trennung eines asylsuchenden Paares auf Basis einer Entscheidung Støjbergs ging. Am 4. Februar 2021 gab Støjberg schließlich den Austritt aus Venstre bekannt. Sowohl die rechtspopulistische Dänische Volkspartei als auch die islamfeindliche Partei Neue Bürgerliche umwarben im Anschluss Støjberg, die immer wieder durch gegen Einwanderung gerichtete Äußerungen und Maßnahmen von sich reden gemacht hatte.

## Kontroversen
Støjberg war federführend an einer Verschärfung des dänischen Asylrechts beteiligt, die am 1. September 2015 in Kraft trat und unter anderem die Sozialleistungen für Asylbewerber begrenzt. Laut Støjberg soll es für Asylbewerber unattraktiv sein, nach Dänemark einzureisen. International für Aufsehen sorgten unter Støjberg geschaltete Anzeigen in libanesischen Zeitungen, in denen Menschen davor gewarnt wurden, in Dänemark Asyl zu beantragen. Besonders im englischsprachigen Raum wurde im Dezember 2015 zudem kritisch über das unter Støjberg eingeführte „Schmuckgesetz“ berichtet, das vorsieht, Asylbewerbern bereits an der Grenze einen Teil ihres Vermögens als Pfand für spätere Versorgungskosten abzunehmen, wobei von Kommentatoren auch Nazi-Vergleiche angestellt wurden. Auch Støjbergs erfolgreiches Bemühen, Zeltstädte kostenintensiv als Erstaufnahmelager aufzubauen, anstatt laut Hilfsorganisationen vorhandene leerstehende Gebäude zu nutzen, sorgte für Schlagzeilen – zumal mehrere dieser Lager über Monate leer standen und dennoch beheizt wurden und, etwa im Lager Thisted, Bewohner über Monate in den Zelten auf die Bearbeitung ihrer Anträge warten mussten. Dies führte zu öffentlicher Kritik auch durch Mitarbeiter des Lagers.

## Verurteilung
Im Dezember 2021 verurteilte das Rigsretten (ein dänischer Spezialgerichtshof zur Ministeranklage, der zur Hälfte von Politikern und zur Hälfte von Richtern besetzt ist) Støjberg wegen eines Amtsvergehens zu 60 Tagen Haft. Das Reichsgericht befand sie schuldig, im Falle der Trennung von mehreren asylsuchenden syrischen Paaren vorsätzlich unrechtmäßig gehandelt zu haben, obwohl sie von Beamten darauf hingewiesen worden war. Støjberg hatte 2016 für Asylsuchende angeordnet, dass Minderjährige nicht zusammen mit ihrem Ehe- oder Lebenspartner untergebracht werden. Infolge dieses Kinderbräute-Erlasses wurden 23 Flüchtlingspaare ohne Einzelfallprüfung getrennt. Das Gericht befand mit 25 Stimmen von 26, dass Støjberg, wissentlich geltendes dänisches und internationales Recht gebrochen habe. Bei der Frage der Strafbemessung sprach sich eine Minderheit von 9 Stimmen für eine Bewährungsstrafe aus.
Im Fall eines Paars aus Syrien, das um Asyl ersucht hatte, erkannte das Sondergericht auf Vorsatz. Solche Anklagen werden in Dänemark selten erhoben. Vor Støjbergs Verfahren wegen Amtsvergehens war in 100 Jahren lediglich ein weiteres geführt worden. Bei vergleichbar geringen Haftstrafen gibt es in Dänemark die Möglichkeit, sie mit einer elektronischen Fußfessel zuhause zu verbringen.